# Stadttheater Mönchengladbach
Das Stadttheater Mönchengladbach war von 1959 bis 1996 Spielstätte des Theaters Krefeld und Mönchengladbach. Das vom Stuttgarter Architekten Paul Stohrer entworfene Gebäude war ein bedeutender Bau der Nachkriegsarchitektur in Mönchengladbach. Nach dem Verkauf an einen Musicalbetreiber und dessen nur dreijähriger Spielzeit stand es seit 1999 leer und wurde 2012 abgerissen.
Der Abriss und die Errichtung des Einkaufszentrums Minto an Stelle des ehemaligen Theaters waren Gegenstand einer öffentlichen Kontroverse.

## Beschreibung
Der etwa L-förmige Baukörper befand sich mit seiner längeren Seite entlang der Hindenburgstraße, war von dieser jedoch zurückgesetzt, so dass sich ein Vorplatz ausbildete. Das Erdgeschoss war als Kolonnade ausgeführt, die beiden Stockwerke darüber stark durchfenstert. Die dünnen Pfosten und Riegel waren in weiß gehalten, im Kontrast zu den braunen Holzfenstern und den blauen und braunen Ziegeln an der Gebäudeecke. Die sich wiederholende Achskonfiguration war ein einer einzigen Stelle in der Hauptfassade variiert durch einen blau gefassten Balkon im zweiten Obergeschoss.

## Geschichte
Nach der Gründung des gemeinsamen Theaters Krefeld und Mönchengladbach entschied sich der Stadtrat im November 1955 für den Bau einer eigenen Spielstätte. Das Grundstück wurde von Robert Pferdmenges der Stadt geschenkt. Der Stuttgarter Architekt Paul Stohrer entwarf das Gebäude 1955. Dabei waren die begrenzten finanziellen Mitteln von 6,5 Millionen Mark Gesamtkosten (davon 3,5 Millionen für den ersten Bauabschnitt) zu berücksichtigen. Die Bauarbeiten dauerten von 1956 bis 1958, eröffnet wurde das Haus am 10. September 1959 mit Wagners Meistersingern von Nürnberg. 1974 wurde vor dem Bau die Plastik Pointes et Courbes (1970) von Alexander Calder aufgestellt.

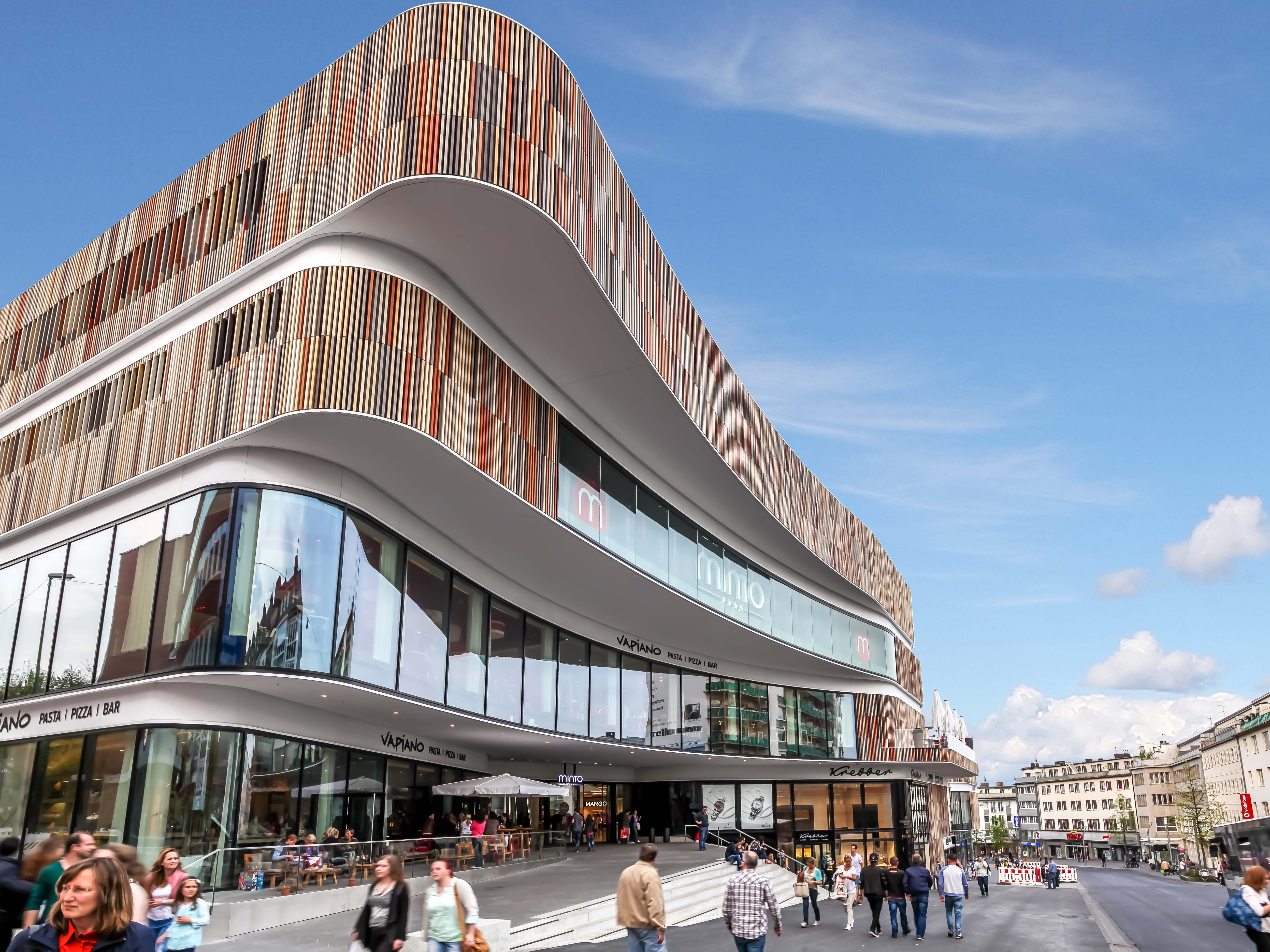
Einkaufszentrum Minto (2015)

Das Gebäude wurde von der Stadt 1996 an einen Musicalbetreiber verkauft, der dort das Musical Gambler aufführte. Die Schauspielaufführungen des Theaters finden seit dem in der zuvor nur als Opernhaus genutzten ehemaligen Stadthalle Rheydt statt. Wegen Misserfolg endeten die Musicalaufführungen im ehemaligen Stadttheater bereits 1999. Danach stand das Gebäude leer. Auf dem Vorplatz wurde 2003 die Theatergalerie, eine Ladenzeile nach Entwurf des Architekten Dietmar Haasen erbaut. Ab 2006 wurde die Inneneinrichtung des Stadttheaters ausgebaut, da 2008 Umbauten zum Einkaufszentrum geplant waren. Dazu kam es jedoch nicht. Im Oktober 2012 wurde das Gebäude abgerissen.
2015 wurde auf dem Gelände das Einkaufszentrum Minto eröffnet.